# 康斯坦蒂亞 (紐約州)
康斯坦蒂亞（英語：Constantia）是一個位於美國紐約州奧斯威戈縣的鎮。

## 人口
根據2020年美國人口普查的數據，康斯坦蒂亞的面積為258.15平方千米，當中陸地面積為147.02平方千米，而水域面積為111.13平方千米。當地共有人口4778人，而人口密度為每平方千米19人。